# Сибір (Стокгольм)
Сибір — це нефіційна назва частини району Васастаден в центрі Стокгольма. Вона виникла ще в кінці ХІХ сторіччя. У цей час населення міста різко зросло, тоді як район нижнього Нормальму достатньо розвинувся і не міг забезпечити житлом робітників.
Квартал утворився у зв'язку зі зростанням міста у 1879 року. Великі багатоповерхові будинки з їх простим дизайном, доступом до комунікацій будувалися, переважно для представників робочого класу через перенаселення інших районів міста Зараз Рослагсгатан і Ванадіслунден знаходяться у центрі кварталу, що є центральною частиною міста, але назва залишилася й досі використовується.

## Межі району
Сибір у Стокгольмі не має чітко визначених кордонів. Існують різні уявлення про те, які вулиці визначають місцевість. Найбільш поширена думка, що кордон пролягає від вулиць Свеавеген на заході, Селерсдалсгатан — на півночі, Биргер Ярлсгатан — на сході і Оденгатан — на півдні. Саме це розмежування можна побачити на ілюстрації в галереї.
Знавець історії Стокгольму Ханс Харлен стверджує, що кордони району проходять по вулицям Свеавеген, Седерсдальсгатан, Вальхаллавеген и Оденгатан. Якщо брати за основу це припущення, то частина Сибіру лежить в районі Естермальм.
Інший варіант районування полягає в тому, що кордон на півдні проходить всередині ферм на північній стороні Оденгатана.

## Історична довідка
До кінця ХІХ століття місто розбудовувалося, а ця область була сільською околицею по обидві сторони від дороги до Roslagen (нинішній Roslagsgatan). Будинки складалися з рудних садів, включаючи Stora Ingemarshof, Lilla Ingemarshof, Bromanshof, Cedersdal, Rosenlund і Browallshof. Станом на сьогодні залишився тільки рудний сад Browallshof. У колишній головній будівлі в 1984 році був відновлений готель «Clas на кутку». Частини фундаменту Norrmalms Surbrunn зберігаються під багатоквартирним будинком у Сурбрунсгатані. Ставки для вирощування руд, які були знайдені на території Стори Інгемаршхоф, дали назву сусідньому житловому району Норра Юргорден, що називається Руддамменом.

## Галерея

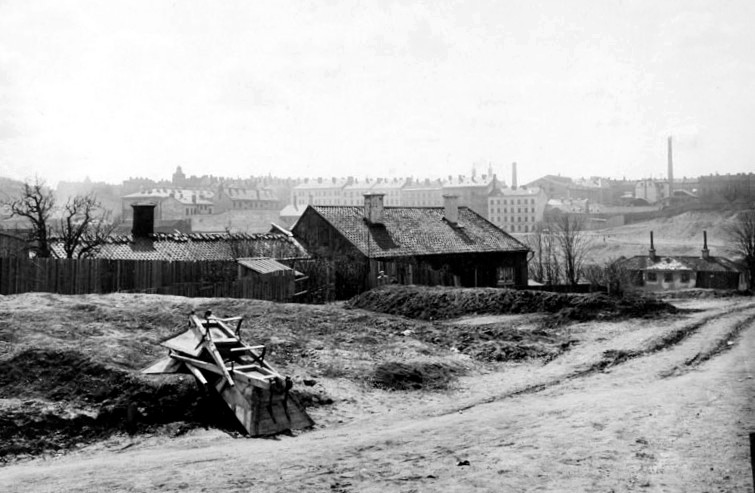
«Сибір» від сучасної вулиці Седерсдалсгатан на південний захід (1902)
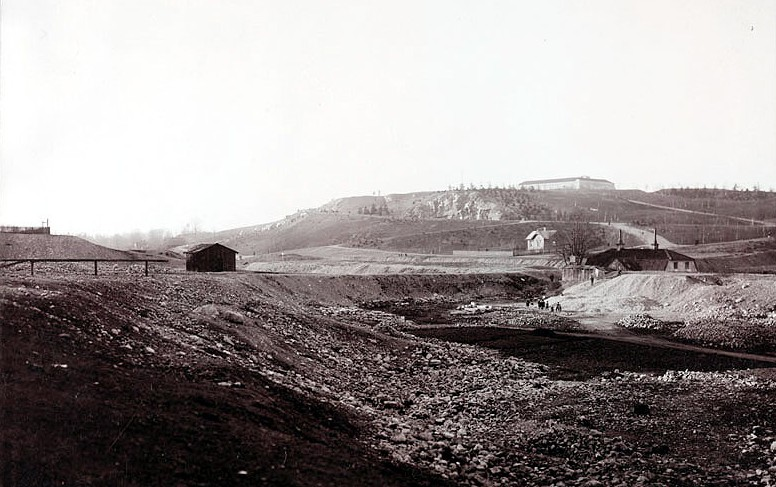
«Сибір» з південного заходу (1902)
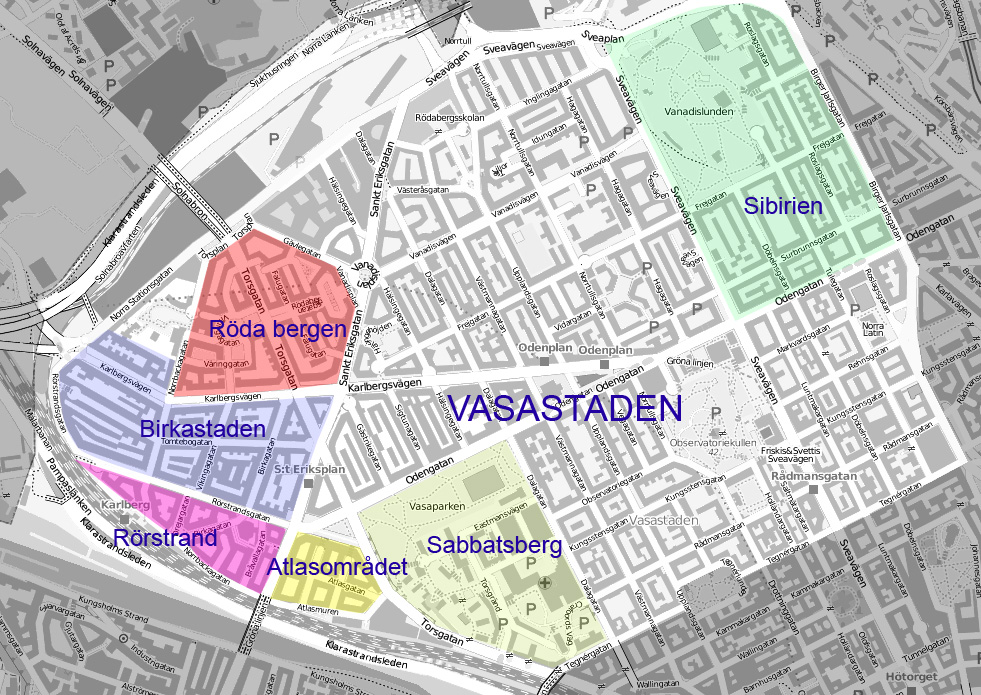
Карта Васастану та неформальних районів Сибіру, Рода Берген, Біркастану, Рорстранда, Атласу та Саббатсберга